# Anapistula ishikawai
Espèce
Anapistula ishikawai est une espèce d'araignées aranéomorphes de la famille des Symphytognathidae.

## Distribution
Cette espèce est endémique de l'archipel d'Izu au Japon,. Elle se rencontre sur Hachijō-jima.

## Description
La femelle holotype mesure 0,65 mm.

## Étymologie
Cette espèce est nommée en l'honneur de Tadashi Ishikawa.

## Publication originale
- Ono, 2002 : First record of the genus Anapistula (Araneae, Symphytognathidae) from Asia. Bulletin of the National Museum of Nature and Science Tokyo, sér. A, vol. 28, no 2, p. 61-64.